# Správní úředník
Správní úředník je fyzická osoba, která vystupuje jako reprezentant právnické osoby státní správy, a která má za úkol zabezpečení výkonu procesů příslušejících danému statutárnímu orgánu.
Jednání správního úředníka je pak považováno za jednání státního orgánu, tzn. dotyčná osoba jedná de iure „jako orgán“, např. jako „hejtman“ určitého kraje apod.